# Dat du min Leevsten büst
Dat du min Leevsten büst (hochdeutsch: Dass du mein Liebster bist) ist wohl das bekannteste niederdeutsche Lied; der Norddeutsche Rundfunk nannte es einen „plattdeutschen Klassiker“.

## Text und Melodie
Zum Stelldichein.

Dat du myn Leevsten bist,

   Dat du wul weest;

Kumm by de Nacht, kumm by de Nacht,

   Segg my wo du heest.

Kaem du um Mitternacht,

   Kaem du Klock een,

Vader slöpt, Moder slöpt,

   Ik slaep alleen.

Klopp an de Kammerdær,

   Klopp an de Klink,

Vader meent, Moder meent,

   Dat deit de Wint.

## Textvarianten
1. Dat du min Leevsten büst, dat du woll weeßt.

Kumm bi de Nacht, kumm bi de Nacht, segg wo du heeßt;

kumm bi de Nacht, kumm bi de Nacht, segg wo du heeßt.

2. Kumm du üm Middernacht, kumm du Klock een!

Vader slöpt, Moder slöpt, ick slap aleen;

Vader slöpt, Moder slöpt, ick slap aleen.

3. Klopp an de Kammerdör, fat an de Klink!

Vader meent, Moder meent, dat deit de Wind;

Vader meent, Moder meent, dat deit de Wind.
Die meisten Veröffentlichungen weisen nur diese drei Strophen auf. Das nächtliche Geschehen wird der Vorstellungskraft überlassen. Auch die beiden zusätzlichen Strophen, erstmals veröffentlicht 1925 in Hamburger Jugendlieder (2. Heft – Nestlieder), die vom holsteinischen Schriftsteller Iven Kruse stammen sollen, setzen erst am anderen Morgen an.
4. Kummt denn de Morgenstund, kreiht de ol Hahn.

Leevster min Leevster min, denn mößt du gahn!

Leevster min Leevster min, denn mößt du gahn!

5. Sachen den Gang henlank, lies mit de Klink!

Vader meent, Moder meent, dat deit de Wind;

Vader meent, Moder meent, dat deit de Wind.
In Schleswig-Holstein kennt man weitere Strophen, wie sie beispielsweise auch von der Holsteiner Landrockband „De Drangdüwels“ vor der obigen 4. Strophe gesungen werden:
Kumm to de Kammer rin, swieg ok fien still,

links steiht een Schapp, rechts steiht een Schapp, meern steiht dat Bett;

links steiht een Schapp, rechts steiht een Schapp, meern steiht dat Bett.

Gah op dat Bett hento, liesen un still,

baben liggt een Deck, ünnen liggt een Deck, meern dat bün ick;

baben liggt een Deck, ünnen liggt een Deck, meern dat bün ick.

Wenn du nich kommen magst, lat dat man blieven,

fief ohn di, fief ohn di, kann ick wohl kreegen;

fief ohn di, fief ohn di, kann ick wohl kreegen.

## Herkunft
Der Verfasser des Textes ist unbekannt. Veröffentlicht wurde der Text zum ersten Mal 1845 von Karl Müllenhoff. Nach den Forschungsergebnissen des Historisch-kritischen Liederlexikons „hat das Lied seinen Ursprung in dem bereits in der zweiten Hälfte des 18. Jahrhunderts recht bekannten erotischen Gassenhauer Daß du mein Schätzgen bist“.
Während viele Liederbücher das Freimaurerlied Laßt uns, Ihr Brüder, Freiheit erhöhn, Entstehungsjahr 1778, als Herkunft der Melodie angeben, führt das Liederlexikon die Grundlage der heute noch gesungenen Melodie auf einen 1760 erschienenen Variationensatz für Cembalo des Komponisten Josef Anton Steffan zurück.

## Rezeption

### Bis 1900
Gegen Ende des 19. Jahrhunderts findet sich das Lied im Niederdeutschen Liederbuch (1884) Während das Lied in der ersten Ausgabe des Deutschen Liederhort 1856 noch nicht vertreten war, wurde es 1893/94 in den Band 2 der erweiterten und überarbeiteten Fassung des „wohl als Standardwerk zu bezeichnenden dreibändigen Werks“ aufgenommen.
Wie populär das Lied bereits im 19. Jahrhundert war, zeigt sich auch daran, dass es parodiert wurde, so berichtet das Liederlexikon von einer in Westfalen notierten Version: Dat du min Schätzken bist … Kumm hüte Nacht, kumm hüte Nacht, brink mi'n Stück Fleesk (bring mir ein Stück Fleisch). Offen bleibt, ob es sich hier um eine Zweideutigkeit oder tatsächlich um Essgelüste handelt. Aber auch ohne diesen parodistischen Vers schien das Lied zumindest in manchen Kreisen auf Ablehnung gestoßen zu sein – schließlich handelt es sich ja um eine vor den Eltern des Mädchens zu verheimlichende Liebschaft –, so dass das Liederlexikon vermutet, dass „moralische Vorbehalte gegen eine Aufnahme des Liedes in Herders Stimmen der Völker in Liedern bestanden“.

### 1900 bis 1933
Dazu passt die Aufnahme des Lieds in Lieder aus dem Rinnstein (1903) mit Dirnen-, Landstreicher- und Bettlerliedern sowie Handwerker- und Wanderburschenliedern, die der ehemalige wandernde Handwerksbursche und spätere Journalist und Kulturkritiker Hans Ostwald auf der Walz (Landstraße) gesammelt hat. Des Weiteren fand es Eingang in die Liedersammlung Erotische Volkslieder aus Deutschland (1910).
Die Jugendbewegung hatte keine Bedenken gegen den Inhalt und übernahm es in ihre Liederbücher, z. B. in den Zupfgeigenhansel oder in Was Wandervögel singen. Eine weite Verbreitung erlebte das Lied vor allem durch die von Fritz Sotke herausgegebene Liedersammlung Unsere Lieder, die bereits 1928 in der 8. Auflage (51. – 56. Tausend) erschien. Von links (Arbeiterjugend-Liederbuch und Das Volkslied für Heim und Wanderung, beide herausgegeben vom sozialistischen Arbeiterjugend-Verlag) bis rechts(-konservativ) (Stahlhelm-Bundesliederbuch und Liederbuch der Kyffhäuserjugend) wurde Dat du min Leevsten büst gesungen. Als allseits beliebtes plattdeutsches Lied taucht es natürlich auch in niederdeutschen Liederbüchern auf, so in Schleswig-Holsteinische Volkslieder mit Bildern und Weisen und in Van Golde dree Rosen, Heft 2. Sogar in der Schweiz gehörte es zu den Fahrtenliedern der Schweizer Wandervögel. Auffällig ist, dass aus dieser Zeit kein Liederbuch aus konfessionsnahen Kreisen bekannt geworden ist, das Dat du min Leevsten büst enthält; die moralischen Bedenken aus dem 19. Jahrhundert galten weiterhin.

### 1933 bis 1945
Im Vergleich zu anderen Volksliedern wie Ade zur guten Nacht, Im Frühtau zu Berge oder Der Winter ist vergangen wurde Dat du min Leevsten büst nicht in die weit verbreiteten Liederbücher der Hitlerjugend wie Uns geht die Sonne nicht unter oder Blut und Ehre aufgenommen. Dagegen ist es in anderen nationalsozialistischen Veröffentlichungen durchaus vertreten, so im Liederbuch des Bund Deutscher Mädel BDM, im SS-Liederbuch oder in Die Nordmark singt – Lieder zum Führerthing 1939 und auch im Liederheft für die Kriegsmarine – Steh ich im Feld. Wie Die Moorsoldaten, Schwarzbraun ist die Haselnuss oder Wann wir schreiten Seit’ an Seit’ wurde es 1942 in das vor den KZ-Aufsehern geheim gehaltene Lagerliederbuch des KZ Sachsenhausen handschriftlich eingefügt.

### Ab 1945
Betrachtet man die Liederbücher nach dem Zweiten Weltkrieg, dann wurde Dat du min Leevsten büst bereits in den ersten 20 Jahren nicht nur in Schleswig-Holstein (Liederbuch für Schleswig-Holstein) und in Niedersachsen (Liederbuch für Niedersachsen) gesungen, sondern auch im Sauerland (Sauerländischer Gebirgsverein: Unsere Lieder), im Lipperland (Lippisches Liederbuch) und von der Pommerschen Landsmannschaft (Pommersches Liederbuch). Auch in der DDR war das Lied beliebt, wie die Liederbücher Wohlan, die Zeit ist kommen (1954 und 1986), Leben, Kämpfen, Singen – Liederbuch der deutschen Jugend der FDJ (1963, das 1985 in der 17. Auflage erschien), Neue Lieder klingen (1983) sowie noch vor der „Wende“ Liebes- und erotische Volkslieder (1987). Selbst in der Schweiz und in Österreich kamen Liederbücher mit dem Lied heraus (Liederbuch der Schweizer Wandervögel bzw. 155 Volks- und Soldatenlieder aus fünf Jahrhunderten, herausgegeben vom Österreichischen Heeresamt).
Zu Zeiten des Kalten Krieges nahmen rechte Kreise wie die später verbotene Wiking-Jugend (Singe mit – Das rechte Lied zur rechten Zeit) und als revisionistisch bezeichnete Teile einzelner Landsmannschaften das Lied in ihre Liederbücher auf (Unverlierbare Heimat – Lieder der Deutschen im geteilten Vaterland, Band 3: Es trauern Berg und Tal – Volkslieder aus Mittel- und Ostdeutschland (1957) und Unverlierbare Heimat, Band 1-4: Lieder der Vertriebenen 1958).
Die Nachfolgeorganisationen der Jugendbewegung, wie z. B. der Bund Deutscher Pfadfinder_innen (Über uns ein Regenbogen, 1977), der Bund deutscher Jungenschaften (2. Liederbuch, 1987), die Wandervögel (Wandervogel Liederbuch, 2007), die Christliche Pfadfinderschaft Deutschlands (Württembergisches Gau-Liederbuch, 2004) und der Verband Christlicher Pfadfinder*innen (Liederjurte, 2007) nahmen das Lied auf. Das Liederbuch mit der in deutschsprachigen Ländern höchsten verkauften Auflage (über 10 Millionen), Die Mundorgel, nahm Dat du min Leevsten büst erst in der 2001 erschienenen Neubearbeitung auf.
Wie beliebt das Lied nach wie vor ist, zeigt sich auch daran, dass in den letzten Jahren eine Vielzahl von Partituren veröffentlicht wurde und noch 2012 ein Niederdeutsches Liederbuch und Das kleine Schwarze und bis April 2013 ein Plattdeutsches Liederbuch – Een Leederbook för Westfaolen. Mit der ersten Zeile des Liedes Dat du min Leevsten büst sind vier weitere Liederbücher erschienen.
Zunächst bereitete Lale Andersen 1969 den plattdeutschen Liedern den Boden mit ihren Alben Stars, Hits, Evergreens und Lale Andersen – Starportrait mit zum großen Teil in Niederdeutsch gesungenen Liedern; beide enthalten Dat du min Leevsten büst. Ihr folgten 1974 Hannes Wader mit seinen Plattdeutschen Liedern und ab 1976 weitere Interpreten, so Carla Lodders mit zwei LPs, eine mit der ersten Zeile als Titel und die andere mit dem Titel O Hannes, wat’n Haut sowie die Rostocker Folkband De Plattfööt mit Hüt is hüt. Die DDR brachte zusätzlich Sing man tau (1982) und Över de stillen Straaten (1984) heraus, und in der Schweiz sang es ein Chor auf der CD Moritaten, Volkslieder und Tänze. Ab 1982 wurde das Lied zum plattdeutschen Klassiker. Von den zahlreichen Alben, die bis 1996 in der alten Bundesrepublik erschienen (viele von Chören besungen), seien nur einige ihrer bekannten Interpreten (in der Reihenfolge ihren Alben) genannt: Lale Andersen (bis 1984 weitere 4 Alben) Carla Lodders (bis 1993 4 weitere Alben), Godewind, Heidi Kabel, Hein Timm und Knut Kiesewetter.
Das Lied erfreut sich weiterhin großer Beliebtheit bei Chören (auch erkennbar an der Vielzahl der herausgebrachten Partituren), hauptsächlich im Norden, aber auch in anderen Teilen Deutschlands. Sichtbar wird dies auch an der ausführlichen Darbietung in der Neuverfilmung von Das tapfere Schneiderlein aus dem Jahr 2008.
Hannes Wader spielte das Lied 2010 auf der Tournee Kein Ende in Sicht zusammen mit Konstantin Wecker. Auch zu einer Rap-Version hat es das Lied gebracht, nämlich von der Braunschweiger Gruppe Jazzkantine, die es mit anderen Volksliedern auf Konzerten und auf dem 2012 erschienenen Album Jazzkantine spielt Volkslieder als Rap vorträgt. Bereits 2005 wurden einige Zeilen von der deutschsprachigen Hip-Hop-Band Fettes Brot im Lied Glaub dran zitiert. Die 2013 erschienene CD Old Friends in Concert von Hannes Wader und Allan Taylor enthält das abwechselnd in Niederdeutsch und Englisch gesungene Lied Dat du min Leevsten büst / Night Visiting Song mit der Übersetzung von Finbar Furey.
In den Nahverkehrszügen der DB ertönen beim Einfahren in den Hauptbahnhof von Hamburg sowie größerer Bahnhöfe in Mecklenburg-Vorpommern (z. B. Rostock, Stralsund) die ersten beiden Takte der Melodie dieses Liedes.